# Рой Плънкет
Рой Джоузеф Плънкет (на английски: Roy Joseph Plunkett) е американски химик. Той открива политетрафлуоретилен (ПТФЕ), т.е. тефлона, през 1938 г.

## Кариера
През 1936 г. е назначен като химик в Дюпон в лабораторията Джаксън, Ню Джързи.
Откритието си Плънкет описва по следния начин:
| „ | На сутринта на 6 април 1938 г. Джак Ребок, моят асистент, избира една от TFE цилиндрите, които използвахме предишния ден, и подготви апарата. Когато отвори клапата, за да остави TFE газа да тече под собствено налягане от цилиндъра, нищо не се случи... Бяхме в недоумение. Не можех да се сетя за нищо друго, което да направя при тези обстоятелства, затова отвъртяхме клапата от цилиндъра. По това време беше съвсем ясно, че няма останал никакъв газ. Внимателно наклоних цилиндъра с отвора надолу и излезе бял прах върху масата в лабораторията. Остъргахме още малко от цилиндъра с помощта на тел, за да вземем още малко от прахта. Това, което получих по този начин, със сигурност не отговряше на количествата, така че знаех, че вътре трябва да има още. Най-накрая... решихме да отрежем цилиндъра. Когато го направихме, намерихме повече от прахта, насъбрана на дъното и по стените на цилиндъра. | “ |

По-нататък Плънкет посочва, че цилиндрите на TFE, които са използвани, са съдържали около 1 кг всеки.
Тетрафлуоретиленът в контейнера се полимеризира в политетрафлуоретилен, восъчно твърдо вещество с удивителни свойства като устойчивост на корозия, ниско повърхностно триене и висока устойчивост на топлина.